# La Cour en direct
La Cour en direct est une émission de télévision juridique québécoise diffusée du 4 septembre 1987 au 28 mai 1991 à la Télévision de Radio-Canada. L'émission, animée par Me Jocelyne Jarry, présente une cour de justice traitant de petites créances (cas ne dépassant pas 1 000 dollars canadiens à l'époque) et dirigée principalement par le juge Robert Hodge,.

## Historique
La diffusion de La Cour en direct débute à l'automne 1987. Tout d'abord présidée par le juge Paul Robitaille, ce dernier est remplacé par la suite par le juge Robert Hodge.
L'émission inspire la sortie d'un jeu éducatif, La Cour en direct : Soyez juge, en 1990,.

## Retraite du juge Hodge
En février 1988, une plainte est logée au Conseil de la magistrature du Québec à propos d'un jugement rendu par le juge Hodge dans une affaire impliquant Jean Côté et la Régie du logement du Québec. Le 15 août 1988, le juge Hodge, alors âgé de 70 ans, est mis à la retraite, ce qui met fin aux procédures du Conseil.